# Katlafjall
Katlafjall är ett berg på Island. Det ligger i regionen Norðurland vestra, 210 km norr om huvudstaden Reykjavík. Toppen på Katlafjall är 697 meter över havet. Katlafjall ingår i Skagastrandarfjöll.
Runt Katlafjall är det glesbefolkat, med 8 invånare per kvadratkilometer. Närmaste större samhälle är Skagaströnd, nära Katlafjall. Trakten runt Katlafjall består i huvudsak av gräsmarker.